# Troy Peak
Troy Peak – szczyt w Hrabstwie Nye w Nevadzie (USA). Wysokość góry wynosi 3 445 m (11 032 stóp) n.p.m., a wybitność 1 460 m.

## Przypisy

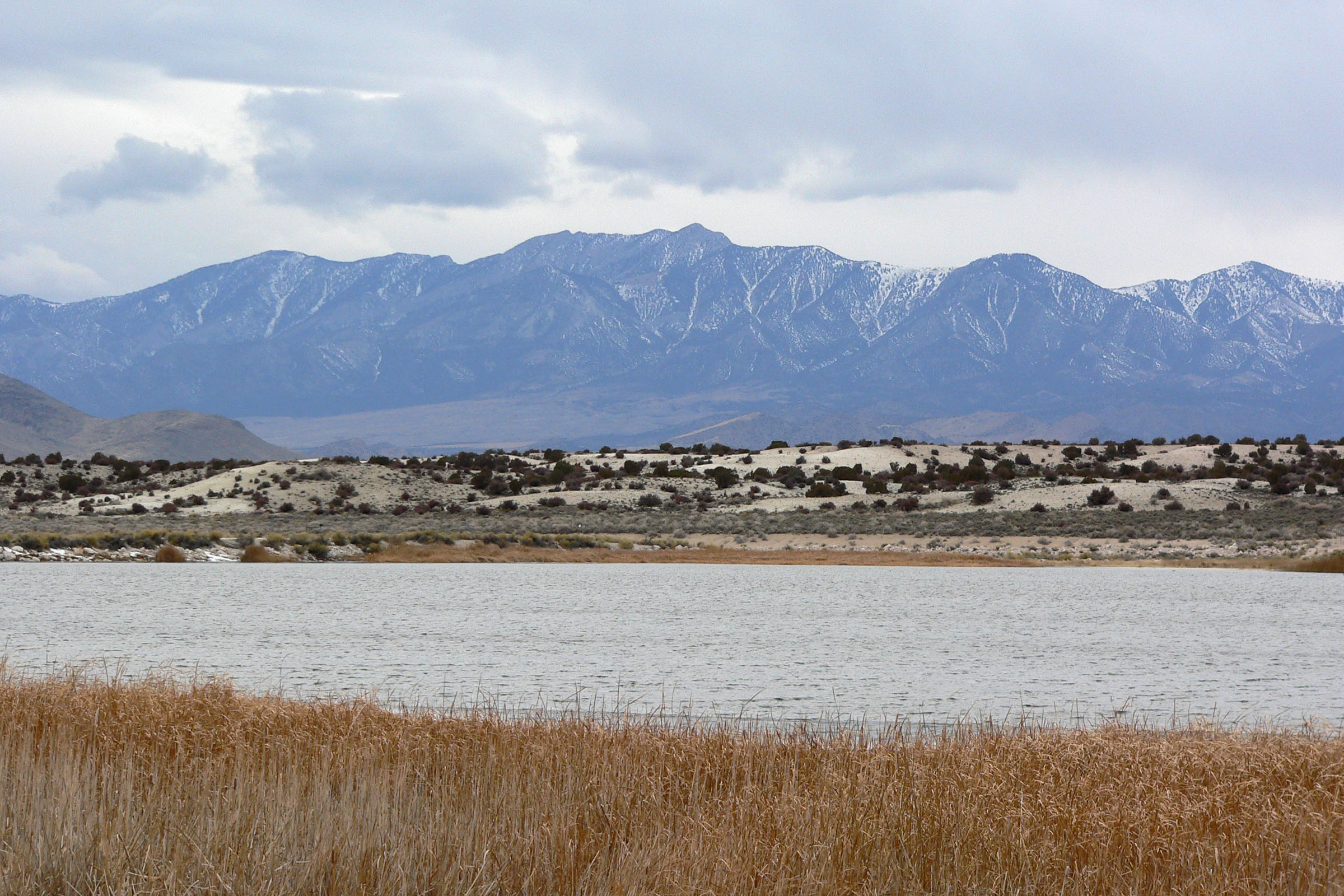